# Albert Heitjans
Albert Heitjans (* 18. April 1914 in Emsdetten; † 30. Oktober 2005 ebenda) war ein deutscher Gewerkschafter und Kommunalpolitiker (CDU). Von 1972 bis 1984 war er Bürgermeister der Stadt Emsdetten.

Albert Heitjans

## Leben
Heitjans gehörte nach 1945 zu den Gründungsmitgliedern der örtlichen CDU und wurde 1946 in den Beirat der Stadt Emsdetten berufen. Bei den Kommunalwahlen ab 1948 wurde er stets direkt gewählt und war bis 1984 ständiges Ratsmitglied. Er bekleidete von 1964 bis 1972 das Amt des stellvertretenden Bürgermeisters, bevor er 1972 zum Bürgermeister der Stadt Emsdetten gewählt wurde. Hauptamtlich war er von 1952 bis 1977 als Geschäftsführer der Verwaltungsstelle Emsdetten der Gewerkschaft Textil und Bekleidung tätig. 1982 wurde er mit dem Bundesverdienstkreuz am Bande und 1984 mit der Dr.-Johann-Christian-Eberle-Medaille ausgezeichnet. Nach Abgabe des Bürgermeisteramtes 1984 wurde er zweiter Ehrenbürger der Stadt Emsdetten. In seiner politischen Arbeit bemühte sich Albert Heitjans in besonderem Maße um den sozialen Wohnungsbau, die Ausweitung des Industriestandortes Emsdetten und die Sanierung der Innenstadt (1977 abgeschlossen). Nach seiner Pensionierung engagierte er sich für die Anliegen des Fördervereins „Hilfen für arbeitslose Jugendliche“ und im Seniorenbeirat der Stadt für die Belange der älteren Bürger. Heitjans war seit 1944 verheiratet und hatte vier Kinder. Er starb am 30. Oktober 2005 in Emsdetten im Alter von 91 Jahren.

## Albert Heitjans Haus
Zum 20-jährigen Bestehen des tib Emsdetten, einer Einrichtung, die als Anlaufstelle für behinderte und benachteiligte junge Menschen dient, wurde das städtische Gebäude am 6. Mai 2008 offiziell in Albert Heitjans Haus umbenannt. In der bewährten Einrichtung arbeitet seit Jahren „Lernen fördern e.V.“. Unterstützung fand der Verein auch durch „Hilfen für junge oder benachteiligte Arbeitslose“, dessen Gründungsmitglied und langjähriger Vorsitzender Heitjans war. Mit der Umbenennung soll an das persönliche Engagement erinnert werden. Als weitere posthume Ehrung wurde 2014 nach ihm der Albert-Heitjans-Weg in Emsdetten benannt.

## Ämter und Positionen
1928–2005 Mitglied der Gewerkschaft Textil und Bekleidung, heute: IG Metall
1945–2005 Mitglied der CDU 
1946–1984 Ratsmitglied Emsdetten
1952–1977 Geschäftsführer der Gewerkschaft Textil-Bekleidung Emsdetten
1953–1957 Fraktionsvorsitzender der CDU Emsdetten
1956–1961 Mitglied im Werkausschuss der Stadtwerke Emsdetten
1958–1980 Vorstandsmitglied der AOK und LVA Westfalen
1963–1990 Mitglied im Aufsichtsrat der Gemeinnützigen Wohnungsgenossenschaft Emsdetten 
1964–1972 stellv. Bürgermeister der Stadt Emsdetten
1972–1984 Bürgermeister der Stadt Emsdetten
1974–2000 Vorsitzender des Koordinierungsausschusses für einheimische und ausländische Mitbürger
1984–2001 Vorsitzender des Fördervereins „Hilfen für junge oder benachteiligte Arbeitslose“

## Textilarbeiterstreik 1953
Ein besonderer Abschnitt in Albert Heitjans’ Arbeit war die Position des Streikführers bei dem sechswöchigen Textilarbeiterstreik 1953. Ausgangslage dazu war der Protest der Textilarbeiter gegen die Benachteiligung ihrer Industrie bei den allgemeinen Lohnerhöhungen. Die wesentlich gestiegenen Lebenshaltungskosten ab 1951 führten zu einem Ungleichgewicht bei der Vergütung der Textilarbeiterbelegschaften. Nachdem der bisher bestehende Tarifvertrag ausgelaufen war, wurden Anfang 1953 Verhandlungen über Lohnerhöhungen geführt, die am 15. Januar 1953 von den Arbeitgebern für gescheitert erklärt wurden.
Da es trotz aller Bemühungen nicht gelang, den Streik zu verhindern, rief Heitjans am 14. Februar 1953 in 21 Betrieben mit 4.000 Arbeitnehmern zur Niederlegung der Arbeit auf.
Das für damalige Verhältnisse im Bewusstsein der Bevölkerung nicht verankerte Recht auf Streik führte zu einer erhöhten Aggressivität der örtlichen Behörden. So kam es im Verlauf des Streikes zu Festnahmen. Exemplarisch für diese Situation war der Versuch Heitjans’, einen Geistlichen als Vermittler beider Seiten zu gewinnen. Weiterhin wurde Albert Heitjans mit anderen Gewerkschaftsmitgliedern wegen der Durchführung des Streiks wegen Landesverrates vor dem Landgericht Münster angeklagt. Dieser Prozess endete nach mehrtägiger Verhandlung unter dem Jubel der Emsdettener Textilarbeiter mit einem Freispruch.
Der Streik dauerte fast sechs Wochen und endete mit einem vielleicht für beide Parteien schmerzhaften Kompromiss.
Zitat Heitjans: „Beide Verhandlungspartner haben nach Beendigung des Streiks erkennen müssen, dass die Bäume nicht in den Himmel wachsen. Entscheidend ist, dass durch den Streik und auch durch das dabei eingesetzte Machtmittel der wechselseitige Respekt zwischen Arbeitgebern und Arbeitnehmern gewachsen ist.“
| Personendaten    | Personendaten                                                  |
| ---------------- | -------------------------------------------------------------- |
| NAME             | Heitjans, Albert                                               |
| KURZBESCHREIBUNG | deutscher Kommunalpolitiker (CDU), Bürgermeister von Emsdetten |
| GEBURTSDATUM     | 18. April 1914                                                 |
| GEBURTSORT       | Emsdetten                                                      |
| STERBEDATUM      | 30. Oktober 2005                                               |
| STERBEORT        | Emsdetten                                                      |